# Josef Straka (Ruderer, 1904)
Josef Straka senior (* 14. Juli 1904 in Mělník; † 29. Juni 1976 in Litoměřice) war ein tschechoslowakischer Ruderer.

## Karriere
Josef Straka gewann zusammen mit Julius Gerhardt bei den Europameisterschaften 1925 die Bronzemedaille im Doppelzweier. Im Einer konnte er bei den Europameisterschaften 1927 Bronze und 1929 Silber gewinnen. Außerdem gewann er bei der EM 1932 Bronze im Vierer mit Steuermann.
Straka ging auch bei den Olympischen Sommerspielen 1928 in Amsterdam sowie 1936 in Berlin an den Start. 1928 schied er in der Einer-Regatta im Viertelfinale aus. 1936 nahm er zusammen mit Vladimír Vaina in der Doppelzweier-Regatta teil. Das Duo erreichte das Halbfinale.

## Familie
Sein Sohn Josef Straka junior war ebenfalls Ruderer.